# أنطونيوس أندرياس
أنطونيوس أندرياس (بالإسبانية: Antonius Andreas)‏ هو عالم عقيدة وفيلسوف إسباني، ولد في 1280 في تاوستي في إسبانيا، وتوفي في 1320.

## وصلات خارجية
- أنطونيوس أندرياس على موقع الموسوعة البريطانية (الإنجليزية)